# Sergio Pininfarina
Sergio Pininfarina (ur. 8 września 1926 w Turynie, zm. 3 lipca 2012 tamże) – włoski projektant karoserii samochodowych, eurodeputowany I i II kadencji, senator dożywotni.

## Życiorys
W 1950 ukończył studia z zakresu inżynierii mechanicznej na Politechnice w Turynie. Pracę zawodową podjął w biurze projektowym swojego ojca, firmie Carrozzeria Pininfarina, specjalizującej się w tworzeniu samochodów koncepcyjnych i projektowaniu modeli seryjnych (w szczególności samochodów sportowych). W trakcie swojej kariery zawodowej opracował samodzielnie szereg projektów, w szczególności Ferrari. Pracował też nad modelami Peugeot 406 i Alfa Romeo 164. Od 1966 przez czterdzieści lat kierował rodzinnym przedsiębiorstwem, następnie został honorowym prezesem tej firmy. Od 1988 do 1992 pełnił funkcję prezydenta włoskiej federacji pracodawców Confindustria.
Od 1979 do 1988 był posłem do Parlamentu Europejskiego z listy Włoskiej Partii Liberalnej. 23 września 2005 prezydent Carlo Azeglio Ciampi mianował go w skład Senatu jako dożywotniego senatora.